# ますのすしミュージアム
ますのすしミュージアムは、富山県富山市にある企業博物館。源ますのすしミュージアムと表記される場合もある。

## 概要
富山県の郷土料理「ますのすし」を製造販売する、株式会社源の本社工場にあった見学コース・レストハウス・売店（1987年4月7日竣工）を改装し、2009年9月1日にオープン。
建物は永田北野建築研究所設計の鉄筋コンクリート造および鉄骨造地下1階地上5階建て、延床面積9,733m2。
主な展示内容は以下の通り。
- 旅と食の文化史コレクション - 全国から集められた駅弁（昭和50年代に発売されていた駅弁約300種類）の掛け紙[3]や、江戸から昭和にかけての珍しい弁当容器や旅の携行品などを展示している[4]。
- ますのすし伝承館 - 職人による昔ながらの製法をガラス越しに見学[5]
- 工場見学 - 「ますのすし」製造工程をガラス越しに見学[4]。
- ますのすし手作り体験[4]。

## 交通
- 車 - E8 北陸道 富山ICより車で5分[6]。
- 鉄道、バス - 富山駅よりバスで笹津方面行で22分、安養寺下車、徒歩9分[6]。